# Дідово (Федоровський район)
Дідо́во (рос. Дедово, башк. Дедов) — село у складі Федоровського району Башкортостану, Росія. Адміністративний центр Дідовської сільської ради.
Населення — 328 осіб (2010; 331 в 2002).
Національний склад:
- росіяни — 59%